# فنگ شویی
فنگ شویی یک هنر باستانی چینی است. فنگ شویی هنر طراحی و چیدمان بناها، اشیاء و فضا و گیاهان آپارتمانی در محیط اطرافمان است. هدف فنگ شویی خلق محیطی است، که صلح و آرامش را به ارمغان آورد. می توان از فنگ شویی در هر بنا و مکانی برای دستیابی به تعادل و هماهنگی استفاده کرد. این هنر باستانی ریشه در تائوئیسم دارد، اما امروزه همچنان محبوب است و در سراسر چین و حتی در فرهنگ های غربی گسترش یافته است. فنگ شویی از باور تائوئیست به "چی" یا "نیروی حیاتی" که در همه چیز وجود دارد، نشات می گیرد. "چی" از عناصر یین و یانگ تشکیل شده است. اینها نیروهای متضاد اما مکملی هستند که نمی توان آنها را از هم جدا کرد. تائوئیست ها معتقد بودند که با متعادل کردن عناصر یین و یانگ، افراد می توانند جریان چی مثبت را در زندگی خود بهبود بخشند و چی منفی را دور نگه دارند.
فنگ‌شویی (به چینی: 風水) که در لغت به معنای باد و آب است، یک فلسفه و فن باستانی در چین است که ادعا می‌کند دکوراسیون مناسب و چیدمان می‌تواند بر سلامتی، شادی،روابط، موفقیت، هماهنگی و به‌طور کلی نیروی چی تأثیر داشته باشد. نیروی «چی» و در پی آن فنگ شویی، به عنوان نمونه‌ای از شبه‌علم توصیف شده‌ است. دلیل آن این است هیچ دلیل علمی بر وجود نیروی "چی" وجود ندارد در حالی که ادعا می شود این نیرو در تمام هستی وجود دارد.  با این حال، فنگ شویی بیشتر از این که به عنوان علم شناخته شود، به عنوان یک فلسفه، هنر یا سنت فرهنگی تلقی شده‌ است. 
اشارات دست (مودرا) نیز در فنگ شویی مورد استفاده قرارگرفته و معانی متفاوتی نیز دارد. این اشارات دست به دیانا، بومیسپارشا، ویتارکا، ابهایا و دارماچاکرا تقسیم بندی می‌شود و هرکدام ممکن است برای هر قسمت از خانه‌‌ی شما حس معنوی خاصی ببخشد. تصاویر بودائی می‌‌تواند در فنگ شویی خانه‌‌ی شما به‌‌عنوان یک یادبود معنوی مورد استفاده قرار گیرد. بودا نشان‌‌دهنده‌‌ی پتانسیل خوشبختی و خوبی واقعی است که در درون هر انسان و هر موجود مادی و دارای حس دیگر وجود دارد.

## کاربرد معاصر
پس از بازدید ریچارد نیکسون از جمهوری خلق چین در سال ۱۹۷۲، استفاده از فنگ‌شویی در ایالات متحده آمریکا رایج شد. از آن پس، با ادعاهای علمی بودن فنگ‌شویی، منتقدان آن هشدار می‌دهند که این ادعاها کاملاً نادرست هستند و موضوع فنگ‌شویی صرفاً یک شبه‌علم است.

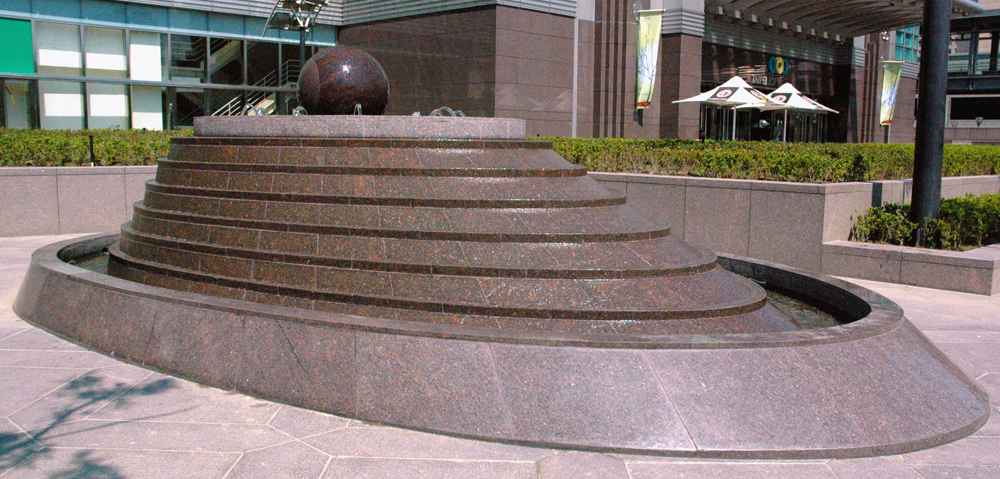
یک فوارهٔ مدرن فنگ شویی در کنار برج تایپه ۱۰۱

باورمندان از آن برای مقاصد شفابخش، هدایت کسب‌وکار خود یا ایجاد فضایی آرام در خانه‌های خود استفاده می‌کنند، اگرچه هیچ مدرک علمی یا تجربی‌ای دال بر مؤثر بودن آن وجود ندارد. معمولاً از فنگ‌شویی در اتاق خواب استفاده می‌شود؛ زیرا که تصور می‌شود تعدادی از تکنیک‌ها شامل رنگ‌ها و چیدمان اتاق برای ارتقای راحتی و خواب آرام تأثیرگذار است.
در سال ۲۰۰۵، دیزنی‌لند هنگ کنگ با تغییر طرح ساختمانی خود، فنگ‌شویی را به عنوان بخشی از فرهنگ چین بیان کرد.
برخی از برجسته ترین نمونه های کاربرد فنگ شویی در معماری مدرن را می توان در طراحی ساختمان های نمادین مانند ساختمان بانک هنگ کنگ معروف به HSBC و برج بانک چین یافت. این ساختمان برجسته که توسط شرکت معماری بریتانیایی نورمن فاستر طراحی شده است، پس از مشاوره گسترده با استادان هنر باستانی فنگ شویی ساخته شده است و در آن فنگ شویی عالی در نظر گرفته شده است.

## بازتاب فنگ‌شویی در ایران
فیلم سینمایی نارنجی پوش به کارگردانی داریوش مهرجویی با الهام از فنگ‌شویی در سال ۱۳۹۰ ساخته شده‌است. این فیلم دربارهٔ داستان تحول عجیب و غریب یک عکاس حرفه‌ای مطبوعات است که تلاش دارد با پاکیزگی محیط اطراف، به تطهیر روح و روان خود بپردازد و در نهایت به پاکیزگی روح دست یابد. حامد آبان عکاس حرفه‌ای مطبوعات، با خواندن کتابی در مورد فنگ‌شویی چنان تحت تأثیر پالایش محیط زیست و مبارزه با آشغال‌زایی قرار می‌گیرد که لباس نارنجی مخصوص پاکبانان را بر تن کرده، به شهرداری می‌پیوندد و با عنوان «نارنجی‌پوش لیسانسه» به شهرت می‌رسد.